# Лягунка
Лягунка — река в России, протекает по Мурманской области. Устье реки находится в 25 км по левому берегу реки Томинга. Длина реки составляет 14 км. Берёт начало вблизи горы Лягунка (327,5 м).

## Данные водного реестра
По данным государственного водного реестра России относится к Баренцево-Беломорскому бассейновому округу, водохозяйственный участок реки — реки бассейна Белого моря от западной границы бассейна реки Иоканга (мыс Святой Нос) до восточной границы бассейна реки Нива, без реки Поной. Речной бассейн реки — бассейны рек Кольского полуострова и Карелии, впадает в Белое море.
Код объекта в государственном водном реестре — 02020000212101000007998.